# Patrimoni dell'umanità della Namibia
I patrimoni dell'umanità della Namibia sono i siti dichiarati dall'UNESCO come patrimonio dell'umanità in Namibia, che è divenuta parte contraente della Convenzione sul patrimonio dell'umanità il 6 aprile 2000.
Al 2022 i siti iscritti nella Lista dei patrimoni dell'umanità sono due, mentre otto sono le candidature per nuove iscrizioni. Il primo sito, Twyfelfontein o /Ui-//aes, è stato iscritto nella lista nel 2007, durante la trentunesima sessione del comitato del patrimonio mondiale. Nel 2013, nella trentasettesima sessione, l'Erg del Namib è divenuto il secondo sito namibiano riconosciuto dall'UNESCO. Un sito è considerato culturale, secondo i criteri di selezione, uno naturale.

## Siti del Patrimonio mondiale
| Foto | Sito                      | Luogo                                                      | Tipo                              | Anno | Descrizione |
| ---- | ------------------------- | ---------------------------------------------------------- | --------------------------------- | ---- | --- |
|      | Twyfelfontein o /Ui-//aes | Distretto elettorale di Khorixas                           | Culturale (1255; iii, v)          | 2007 | Twyfelfontein o /Ui-//aes ha una delle maggiori concentrazioni di petroglifi, vale a dire incisioni rupestri in Africa. La maggior parte di queste incisioni ben conservate rappresentano rinoceronti. Il sito comprende anche sei dipinti di elefanti, struzzi e giraffe, oltre a disegni di impronte umane e animali e rifugi rocciosi con motivi di figure umane in ocra rossa. Gli oggetti scavati da due sezioni risalgono alla tarda età della pietra. Il sito costituisce una registrazione coerente, ampia e di alta qualità delle pratiche rituali relative alle comunità di cacciatori-raccoglitori in questa parte dell'Africa meridionale per almeno 2000 anni e illustra in modo eloquente i legami tra le loro pratiche rituali e quelle economiche. |
|      | Erg del Namib             | Regione degli Erongo, Regione di Hardap, Regione di ǁKaras | Naturale (1430; vii, viii, ix, x) | 2013 | Il Mare di sabbia del Namib è l'unico deserto costiero al mondo che comprende vasti campi di dune influenzati dalla nebbia. Coprendo un'area di oltre tre milioni di ettari e una zona cuscinetto di 899 500 ettari, il sito è composto da due sistemi dunali, uno antico semi-consolidato sovrastato da uno più giovane attivo. Le dune del deserto sono formate dal trasporto di materiali a migliaia di chilometri dall'entroterra, trasportati dal fiume, dalle correnti oceaniche e dal vento. Presenta pianure ghiaiose, pianure costiere, colline rocciose, inselberg nel mare di sabbia, una laguna costiera e fiumi effimeri, dando vita a un paesaggio di eccezionale bellezza. La nebbia è la principale fonte di acqua nel sito, rappresentando un ambiente unico in cui invertebrati, rettili e mammiferi endemici si adattano a una varietà in continua evoluzione di microhabitat e nicchie ecologiche. |

## Siti candidati
| Foto | Sito                                                    | Luogo                                                | Tipo                           | Anno       | Descrizione |
| ---- | ------------------------------------------------------- | ---------------------------------------------------- | ------------------------------ | ---------- | --- |
|      | Area del monumento nazionale di Brandberg               | Distretto elettorale di Dâures                       | Misto (1744)                   | 03/10/2002 | Il Brandberg spicca come una caratteristica imponente nelle pianure ghiaiose altrimenti piatte del deserto centrale del Namib. Questo grande inselberg, quasi circolare, è visibile dallo spazio e si eleva per oltre 1800 m sopra la pianura circostante (cima più alta 2573 m). Ha un patrimonio paleoarcheologico eccezionalmente ricco con un'alta concentrazione di arte rupestre preistorica (più di 43 000 dipinti e 900 siti singoli). I due generi di arte rupestre (incisioni e pitture) si trovano in stretta associazione nel Brandberg e sono stati registrati più di 120 siti archeologici. |
|      | Fish River Canyon                                       | Regione di ǁKaras                                    | Naturale (1745; vii, viii, ix) | 03/10/2002 | Il Fish River Canyon è il secondo canyon più grande del mondo dopo il Grand Canyon degli Stati Uniti. Consiste in un canyon superiore settentrionale e uno inferiore meridionale. Dalla prima cascata a nord del belvedere più settentrionale, fino a un punto opposto al faro trigonometrico di Chudaub, il canyon è lungo 56 km, misurati lungo il corso del fiume. Il canyon inferiore è profondo tra 460 e 550 m e largo 5 km, mentre il canyon superiore è profondo solo tra 160 e 190 m, ma largo 8 km. |
|      | Welwitschia Plains                                      | Distretto elettorale di Arandis                      | Naturale (1747; x)             | 03/10/2002 | Le Welwitschia Plains si trovano a circa 30 - 50 km nell'entroterra di Swakopmund, all'incirca tra il fiume Swakop e il fiume Khan. Fanno parte delle pianure ghiaiose iper-aride del deserto del Namib. La maggior parte delle precipitazioni è sotto forma di nebbia, che soffia dal mare verso ovest. La caratteristica più notevole di quest'area è la presenza della più alta concentrazione di piante Welwitschia mirabilis in Namibia. |
|      | Siti dell'ecosistema marino della corrente del Benguela | Regione degli Erongo, Regione di ǁKaras              | Misto (6094; iv, ix, x)        | 18/03/2016 | L'ecosistema marino di Benguela è una delle zone di risalita costiera più produttive negli oceani, di cui un'area al largo della Namibia meridionale è nota come il regime di risalita più concentrato e intenso al mondo. Gli alti livelli di produttività primaria di questo ecosistema supportano un importante serbatoio globale di biodiversità e biomassa di zooplancton, pesci, uccelli marini e mammiferi marini. Il guano prodotto dal gran numero di uccelli marini ha portato alle piattaforme di guano uniche al mondo della Namibia, costruite in località idonee sulla costa che consentono la raccolta industriale sostenibile di fertilizzanti organici. |
|      | Etosha Pan                                              | Regione del Kunene, Regione di Oshikoto              | Naturale (6095; vii, viii, x)  | 18/03/2016 | L'Etosha Pan di 4 730 km² è un'enorme e incontaminata salina di forma ovale situata nel nord della Namibia e costituisce la caratteristica centrale del Parco nazionale d'Etosha. È la playa terminale del sistema di drenaggio di Cuvelai nella parte più bassa del bacino dell'Ovambo ad un'altitudine compresa tra 1 071 e 1 086 m sul livello del mare. Depressioni saline più piccole, come la Fisher's Pan a est e le adiacenti Natukanaoka, Okahakana e Adamax Pan a ovest, circondano la salina principale. |
|      | Paesaggio culturale vivente dei Sān                     | Distretto elettorale di Tsumkwe                      | Culturale (6096; v, vi)        | 18/03/2016 | Il distretto di Tsumkwe della regione di Otjozondjupa è l'unica unità amministrativa in cui la grande maggioranza degli abitanti è Sān con circa 1600 Juǀ'hoansi e circa 1800 !Kung. Sia le comunità di lingua juǀ'hoan che quelle di lingua !kung hanno autorità sulle loro terre ancestrali, mentre i diritti delle comunità sulla fauna selvatica e sulle risorse vegetali sono implementati attraverso la legislazione della Namibia sulla gestione delle risorse naturali su base comunitaria (CBNRM). Ciò consente a Ju\|'hoansi e !Kung Sān di mantenere la loro forte eredità di caccia e raccolta e i vari elementi culturali associati a quella tradizione. |
|      | Aree protette del Karoo succulento                      | Regione di ǁKaras                                    | Naturale (6097; ix, x)         | 18/03/2016 | Il Parco faunistico delle sorgenti calde di ǀAi-ǀAis in Namibia rappresenta un'area estremamente aspra, dominata dalle piogge invernali con vegetazione del Karoo succulento superiore. È molto ben conservato e mantiene popolazioni molto elevate di flora succulenta endemica e vita animale associata. Forma un'area di conservazione transfrontaliera contigua e consolidata con il Parco nazionale Richtersveld del Sudafrica. Il Parco nazionale di Sperrgebiet è dominato dalla flora succulenta del Karoo di pianura che si trova nelle sue estese pianure sabbiose, dune costiere e affioramenti di terreno collinare. I suoi elementi floreali e faunistici rappresentano lo spettro più arido delle componenti ecologiche e di biodiversità del sito mentre si fonde con il bioma del deserto del Namib verso nord. |
|      | Delta dell'Okavango                                     | Regione del Kavango Orientale, Regione dello Zambesi | Naturale (6098; vii, ix, x)    | 18/03/2016 | Una parte del sito (87 300 ha) è una porzione del Parco nazionale di Bwabwata contigua al confine settentrionale del delta dell'Okavango già iscritto. Comprende un sito Ramsar e vaste aree di bosco deciduo del Kalahari. Il Parco nazionale di Nkasa Rupara (31 800 ha) è contiguo al confine nord-orientale del sito iscritto del Delta dell'Okavango. L'area è costituita da una complessa rete di canali pieni d'acqua, canneti, laghi e isole che costituiscono le paludi di Linyanti all'estremità dei fiumi Kwando/Linyanti e l'area di origine del fiume Chobe. |